# Serie C1 1999/2000
Soutěžní ročník Serie C1 1999/00 byl 22. ročník třetí nejvyšší italské fotbalové ligy. Soutěž začala 5. září 1999 a skončila 11. června 2000. Účastnilo se jí celkem 36 týmů rozdělené do dvou skupin po 18 klubech. Z každé skupiny postoupil vítěz přímo do druhé ligy, druhý postupující se probojoval přes play off.

## Skupina A
| Poř. | Tým                            | Z  | V  | R  | P  | VG | OG | B  |
| ---- | ------------------------------ | -- | -- | -- | -- | -- | -- | -- |
| 1.   | AC Siena                       | 34 | 16 | 10 | 8  | 39 | 22 | 58 |
| 2.   | Pisa Calcio                    | 34 | 15 | 12 | 7  | 34 | 23 | 57 |
| 3.   | AS Cittadella                  | 34 | 14 | 13 | 7  | 39 | 27 | 55 |
| 4.   | Varese FC                      | 34 | 13 | 14 | 7  | 42 | 27 | 53 |
| 5.   | US Brescello                   | 34 | 12 | 14 | 8  | 35 | 32 | 50 |
| 6.   | AS Lucchese Libertas           | 34 | 11 | 16 | 7  | 35 | 30 | 49 |
| 7.   | AS Livorno Calcio              | 34 | 10 | 16 | 8  | 39 | 34 | 46 |
| 8.   | SPAL                           | 34 | 11 | 13 | 10 | 34 | 31 | 46 |
| 9.   | UC AlbinoLeffe                 | 34 | 11 | 12 | 11 | 36 | 37 | 45 |
| 10.  | Como Calcio                    | 34 | 9  | 17 | 8  | 32 | 28 | 41 |
| 11.  | Carrarese Calcio 1908          | 34 | 9  | 14 | 11 | 30 | 35 | 41 |
| 12.  | Modena FC                      | 34 | 9  | 14 | 11 | 24 | 32 | 41 |
| 13.  | AC Reggiana                    | 34 | 10 | 10 | 14 | 33 | 36 | 40 |
| 14.  | AC Lumezzane                   | 34 | 8  | 14 | 12 | 29 | 37 | 38 |
| 15.  | Lecco Calcio                   | 34 | 7  | 15 | 12 | 26 | 38 | 36 |
| 16.  | US Cremonese                   | 34 | 6  | 17 | 11 | 27 | 36 | 35 |
| 17.  | Montevarchi Calcio Aquila 1902 | 34 | 6  | 14 | 14 | 27 | 38 | 32 |
| 18.  | Sandonà Calcio                 | 34 | 3  | 17 | 14 | 24 | 42 | 26 |

Poznámky
- Z = Odehrané zápasy; V = Vítězství; R = Remízy; P = Prohry; VG = Vstřelené góly; OG = Obdržené góly; B = Body
- za výhru 3 body, za remízu 1 bod, za prohru 0 bodů.

|  | Přímý postup do Serie B 2000/01  |
|  | Play off                         |
|  | Play out                         |
|  | Přímý sestup do Serie C2 2000/01 |

### Play off
Boj o postupující místo do Serie B.

#### Semifinále
Varese FC – AS Cittadella 1:0, 0:2

US Brescello – Pisa Calcio 1:1, 1:0

#### Finále
AS Cittadella – US Brescello 1:1
Postup do Serie B 2000/01 vyhrál tým AS Cittadella.

### Play out
Boj o udržení v Serie C1.
Montevarchi Calcio Aquila 1902 – AC Lumezzane 0:0, 0:1

US Cremonese – Lecco Calcio 2:1, 0:2
Sestup do Serie C2 2000/01 měli kluby Montevarchi Calcio Aquila 1902 a US Cremonese.

## Skupina B
| Poř. | Tým                     | Z  | V  | R  | P  | VG | OG | B  |
| ---- | ----------------------- | -- | -- | -- | -- | -- | -- | -- |
| 1.   | FC Crotone Calcio       | 34 | 19 | 12 | 3  | 65 | 28 | 69 |
| 2.   | Ancona Calcio           | 34 | 17 | 11 | 6  | 50 | 28 | 62 |
| 3.   | Ascoli Calcio 1898      | 34 | 13 | 17 | 4  | 53 | 30 | 56 |
| 4.   | US Viterbese            | 34 | 14 | 11 | 9  | 45 | 39 | 53 |
| 5.   | AC Arezzo               | 34 | 13 | 13 | 8  | 48 | 36 | 52 |
| 6.   | US Città di Palermo     | 34 | 13 | 13 | 8  | 30 | 23 | 52 |
| 7.   | Calcio Catania          | 34 | 12 | 13 | 9  | 39 | 31 | 49 |
| 8.   | US Nocerina             | 34 | 10 | 15 | 9  | 27 | 26 | 45 |
| 9.   | US Avellino             | 34 | 11 | 11 | 12 | 34 | 33 | 44 |
| 10.  | Giulianova Calcio       | 34 | 11 | 10 | 13 | 36 | 42 | 43 |
| 11.  | Castel di Sangro Calcio | 34 | 10 | 13 | 11 | 30 | 36 | 43 |
| 12.  | AS Lodigiani            | 34 | 10 | 11 | 13 | 39 | 46 | 41 |
| 13.  | FCS Benevento           | 34 | 9  | 14 | 11 | 29 | 33 | 41 |
| 14.  | AC Juve Stabia          | 34 | 9  | 14 | 11 | 38 | 40 | 41 |
| 15.  | AS Fidelis Andria       | 34 | 7  | 13 | 14 | 30 | 43 | 34 |
| 16.  | SS Gualdo               | 34 | 6  | 14 | 14 | 34 | 47 | 32 |
| 17.  | SS Atletico Catania     | 34 | 5  | 10 | 19 | 25 | 51 | 25 |
| 18.  | SC Marsala 1912         | 34 | 6  | 7  | 21 | 25 | 65 | 25 |

Poznámky
- Z = Odehrané zápasy; V = Vítězství; R = Remízy; P = Prohry; VG = Vstřelené góly; OG = Obdržené góly; B = Body
- za výhru 3 body, za remízu 1 bod, za prohru 0 bodů.

|  | Přímý postup do Serie B 2000/01  |
|  | Play off                         |
|  | Play out                         |
|  | Přímý sestup do Serie C2 2000/01 |

### Play off
Boj o postupující místo do Serie B.

#### Semifinále
AC Arezzo – Ancona Calcio 1:1, 1:2

US Viterbese – Ascoli Calcio 1898 0:1, 0:1

#### Finále
Ancona Calcio – Ascoli Calcio 1898 1:1
Postup do Serie B 2000/01 vyhrál tým Ancona Calcio.

### Play out
Boj o udržení v Serie C1.
SS Atletico Catania – AC Juve Stabia 3:0, 0:1

SS Gualdo – AS Fidelis Andria 1912 1:0, 1:3
Sestup do Serie C2 2000/01 měli kluby AC Juve Stabia a SS Gualdo.